# Crataerina pallida
Anapère pâle, Cratérine du martinet
Espèce
Crataerina pallida ou en français anapère pâle et cratérine du martinet est une espèce d'insectes hématophages de l'ordre des diptères et de la famille des hippoboscidés dont la particularité est d'être pupipare. C'est un ectoparasite du martinet noir.

## Description
L'anapère pâle a une longueur de 6,3 à 8,1 mm lorsqu'elle est affamée, dont environ 3 mm de la tête au thorax. Une fois repue de sang, elle mesure de 7,4 à 9,9 mm, les mâles étant légèrement plus petits que les femelles. Son corps est aplati (ce qui lui permet de se faufiler sous les plumes de ses hôtes) et est composé d'un exosquelette dur qui le protège contre l'écrasement. Il est taché de gris-brun, tandis que la tête et le thorax sont plus foncés que les pattes. L'abdomen est translucide, de sorte que l'hémolymphe le rend vert ; il est très large chez les individus âgés. Les ailes sont triangulaires, trois fois plus longues que larges et ont la particularité d'avoir de longues extrémités pointues. Elles ont une longueur de 4 à 4,5 mm, ce qui correspond approximativement à la longueur de l'abdomen. Ses ailes permettent à l'anapère pâle d'effectuer de petits déplacements mais pas de voler activement. Néanmoins, elles sont utiles lors du maintien de l'équilibre sur le corps de l'hôte, aidées pour cela par des pattes munies de triples griffes. Les yeux sont très petits, à angles aigus.

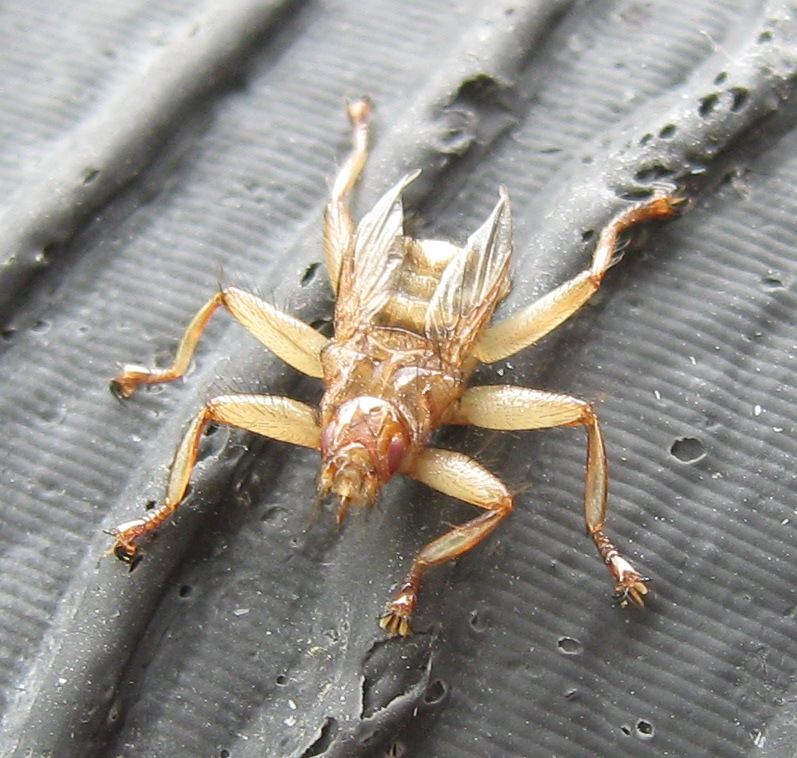
Anapère affamée.
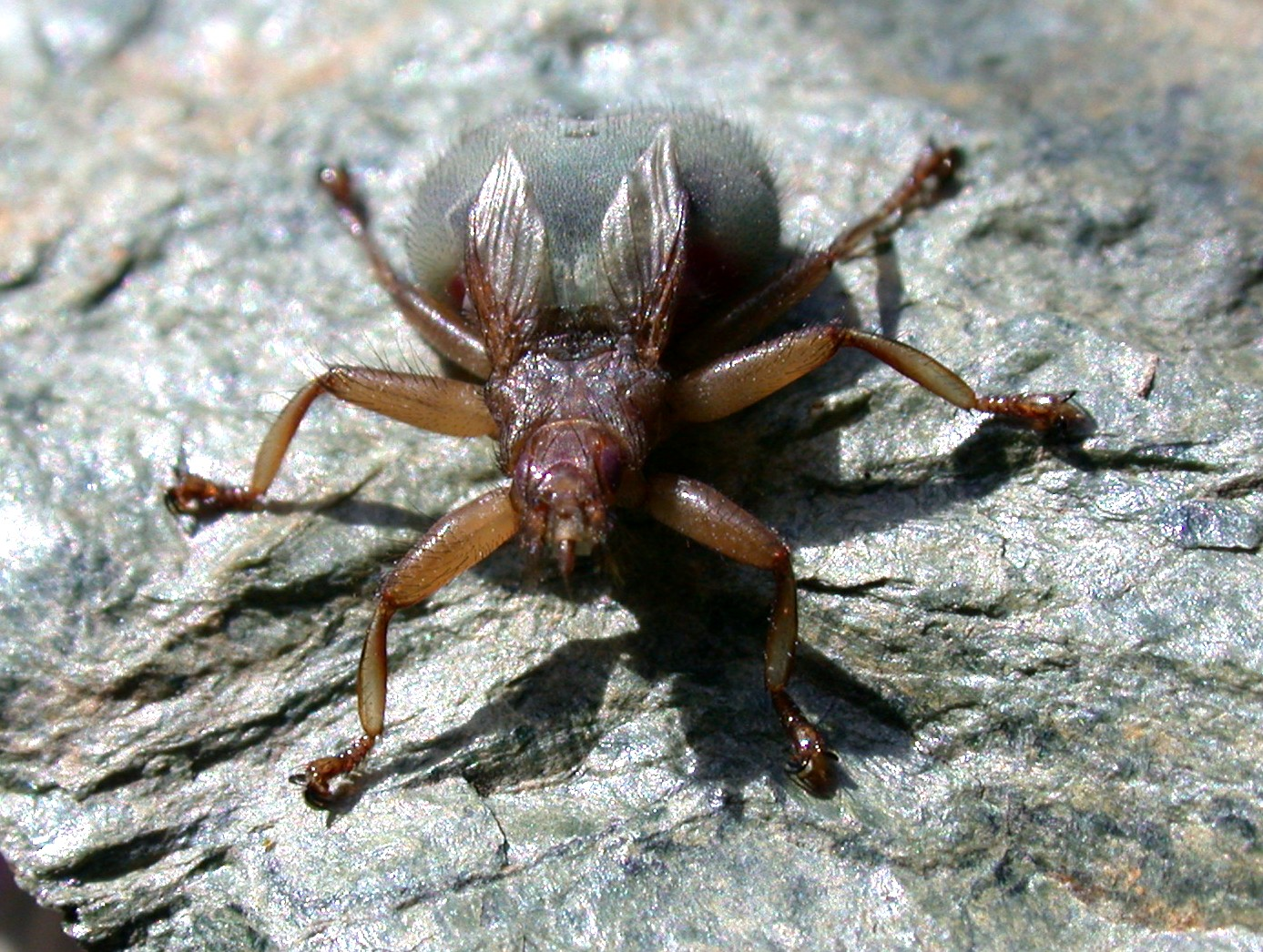
Anapère, dont l'abdomen est distendu car plein d'hémolymphe.
- Déplacements rapides d'une anapère.

## Biologie

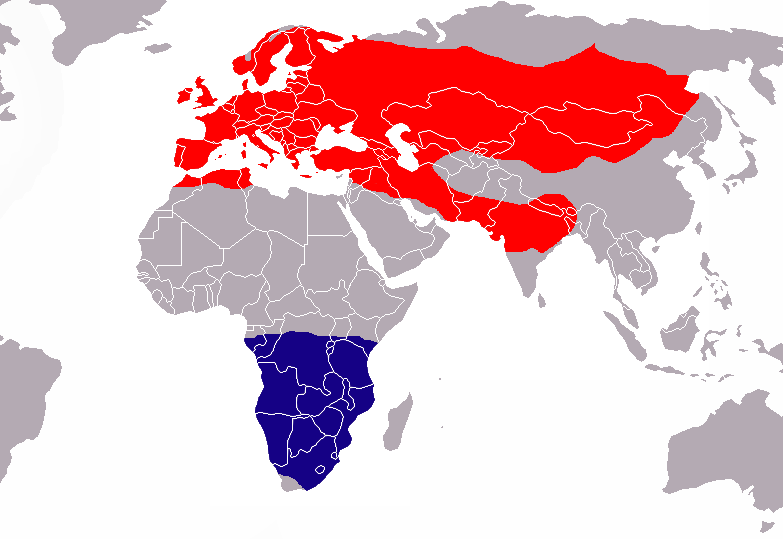
Zone de nidification du martinet noir et de répartition probable de Crataerina pallida
Zone d'hivernage du martinet noir

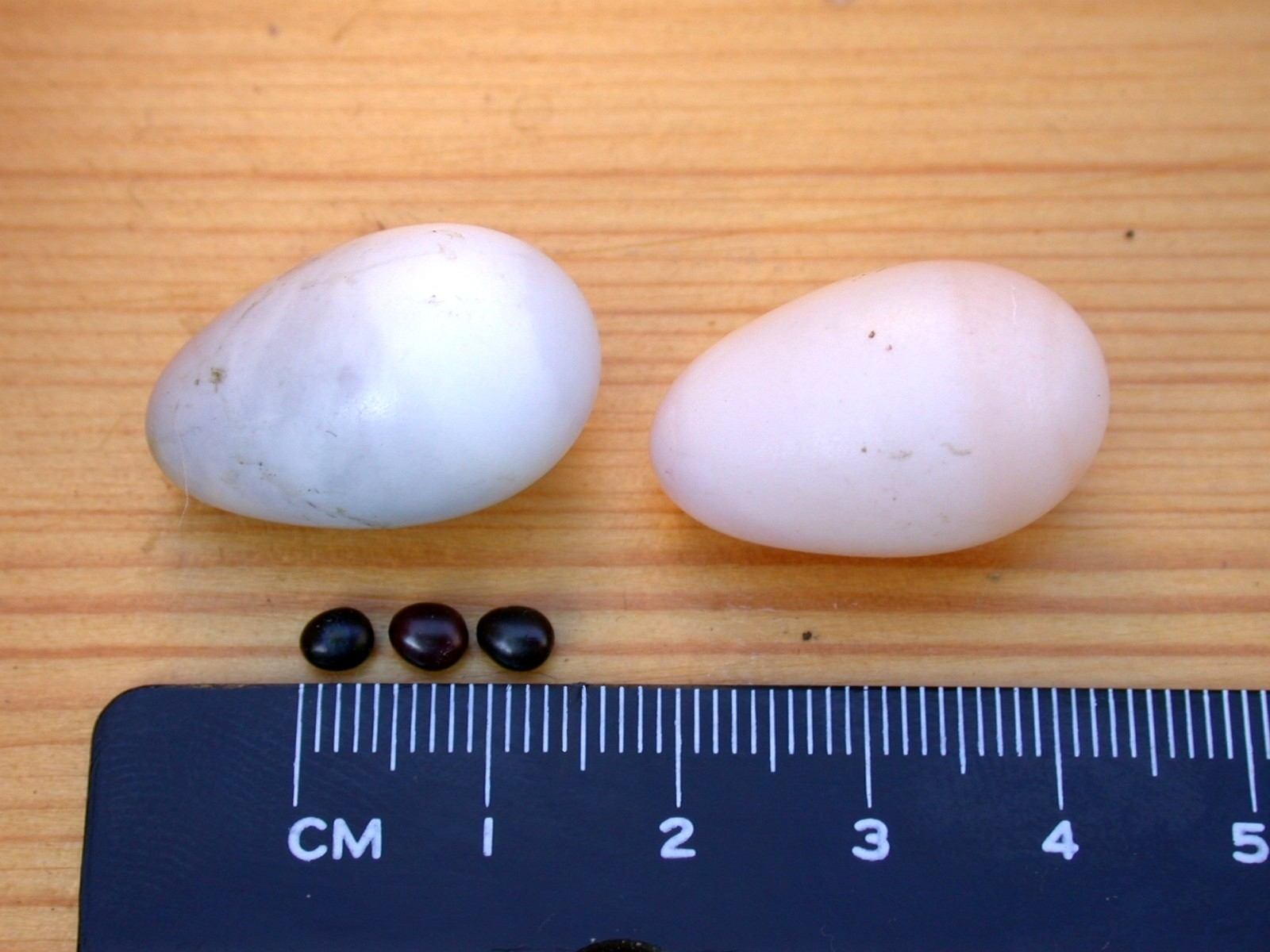
Œufs de Martinet noir en comparaison avec les pupes d'anapère

Les anapères pâles sont des ectoparasites dont les animaux hôtes sont principalement le martinet noir et dans une moindre mesure les Hirondelles (ces dernières étant les hôtes d'un autre hématophage, Stenepteryx hirundinis). Elles s'accrochent au corps des oiseaux et sucent leur sang, qui est aspiré par leurs parties buccales suçantes et piquantes. Ces parasites ont des taux élevés de prévalence chez l’hôte. Il a été trouvé jusqu'à 33 individus sur un seul martinet noir. La totalité des nids semble infecté. Ils aspirent environ 25 mg de sang tous les cinq jours, que ce soit sur les adultes ou les oisillons. Les anapères se logent dans les endroits les plus densément plumés (probablement bien approvisionnés en sang) sur le cou et sur la partie inférieure de la crête, juste au-dessus du dos. Des études suggèrent que Crataerina pallida a peu ou pas d'effet sur la croissance des oisillons ou le taux de réussite à la naissance,,,.
Les cycles de vie de C. pallida  et de ses hôtes sont fortement synchronisés excepté la migration à laquelle les insectes ne participent pas. Au printemps, lorsque les premiers Martinets sont de retour au nid et pondent leurs œufs, les imagos d'anapères éclosent, réchauffés par la couvaison. La copulation a lieu sur l'hôte. Une fois la femelle fécondée, les larves se développent exclusivement dans son utérus, phénomène appelé pupiparité, et se nourrissent des sécrétions produites. Ensuite, des pré-pupes blanches sont déposées dans le nid de l'hôte et se transforment en une pupe en forme de tonnelet brun sombre. De cette façon, naîtront plusieurs générations avec une forte accumulation d'adultes au moment où les jeunes oiseaux commencent à éclore et une prévalence de femelles sauf aux stades initial et final de la période de nidification. À la fin de l'été, les Martinets ou Hirondelles étant partis en migration, la dernière génération d'anapères se met en diapause sous forme de pupe jusqu'au retour de ses hôtes. Les adultes mourront quelque temps plus tard ; ils peuvent mourir de faim au bout de 20 jours à des températures fraîches.
L'anapère pâle partage probablement l'aire de répartition des zones de nidification de ses hôtes.